# Cistus × canescens
A Cistus × canescens a mályvavirágúak (Malvales) rendjébe és a szuharfélék (Cistaceae) családjába tartozó hibridnövény, amely a Cistus albidus és a Cistus creticus keresztezéséből jött létre.

## Előfordulása
A Cistus × canescens eredeti előfordulási területe Algériában és Marokkóban található. Azonban az ember dísznövényként sokfelé ülteti.

## Források

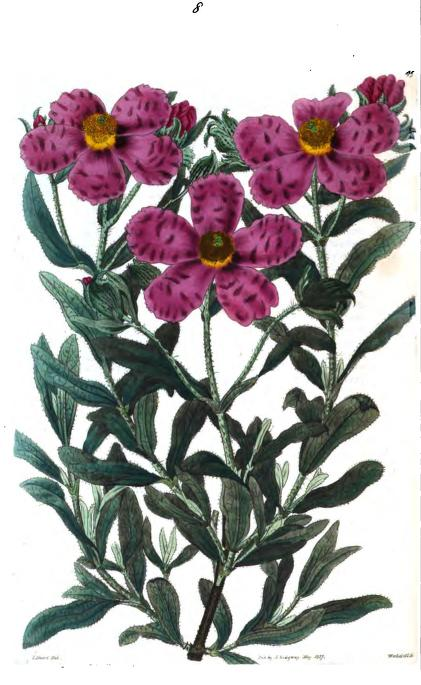
Régi rajz a növényről